# Церква Святого Архистратига Михаїла (Дубівці, УГКЦ)
Церква святого архістратига Михаїла в Дубівцях — парафія і храм греко-католицької громади Великобірківського деканату Тернопільсько-Зборівської архієпархії Української греко-католицької церкви в селі Дубівці Тернопільського району Тернопільської области.

## Історія церкви
Церква святого Архистратига Михаїла в селі була збудована у 1908 році. Після виходу УГКЦ з підпілля виникли міжконфесійні конфлікти, і протягом 19 років громада УГКЦ проводила богослужіння під церквою, оскільки віряни УАПЦ не впускали їх до храму.
Щоб вирішити міжконфесійний конфлікт, громада вирішила збудувати нову церкву. 30 жовтня 2010 року, з благословення єпископа Василія Семенюка, наріжний камінь освятили о. Мирослав Худяк та о. Мирон Сачик. Місце для будівництва обрали невипадково, адже, за переказами, на ньому колись була дерев'яна церква.
Будівництво нового храму завершили швидко завдяки пожертвам Тернопільсько-Зборівської єпархії, місцевих та навколишніх парафіян, а також меценатів, серед яких були Володимир Лучкевич, Іван Лучкевич, Григорій Пінязь, Петро Волошин та інші.
Освячення нової церкви відбулося 30 жовтня 2011 року, його провів правлячий єпископ Тернопільсько-Зборівської єпархії Василій Семенюк.

## Парохи
- о. Михайло Вінтонюк (1991—1996),
- о. Мирослав Худяк (з 1996).